# Georgina Jolibois
Pour les articles homonymes, voir Jolibois.
Georgina Jolibois, née en 1968 à La Loche, est une femme politique canadienne, députée néodémocrate de Desnethé—Missinippi—Rivière Churchill à la Chambre des communes du Canada depuis les élections fédérales de 2015.

## Biographie
Georgina Jolibois sert durant neuf ans au sein de la Gendarmerie royale du Canada, rattachée à la division « F », responsable du Comité consultatif autochtone et des liens avec les organismes d'application de la loi et les partenaires communautaires pour assurer la sécurité dans le Nord.

### Carrière politique
Elle s'engage d'abord en politique municipale, comme mairesse de La Loche durant douze ans.
Elle se lance en politique avec le Nouveau parti démocratique à l'occasion des élections fédérales canadiennes de 2015 dans Desnethé—Missinippi—Rivière Churchill, circonscription détenue par le conservateur Rob Clarke depuis 2008. Le 19 octobre 2015, le sortant est renvoyé en troisième position et elle est élue députée d'extrême justesse avec 82 voix d'avance sur le candidat libéral, Lawrence Joseph.
Elle devient critique du NPD pour les Autochtones et affaires du Nord, et est également chargée de la diversification de l'économie de l'Ouest.
En 2019, lors des élections fédérales du 21 octobre, elle est défaite par le candidat conservateur Gary Vidal.
L'année suivante, elle retourne à la mairie de sa communauté de La Loche, élue le 9 novembre 2020 lors des élections municipales saskatchewanaises de 2020 (en).

### Résultats électoraux
|       | Candidat             | Parti        | # de voix | % des voix |
|       | Rob Clarke (sortant) | Conservateur | +09 105,  | 30,14 %    |
|       | Lawrence Joseph      | Libéral      | +10 237,  | 33,88 %    |
|       | Georgina Jolibois    | NPD          | +10 319,  | 34,15 %    |
|       | Warren Koch          | Vert         | +00552,   | 1,83 %     |
| Total | Total                | Total        | 30 213    | 100 %      |